# Charly Hörnemann
Charles Antoine Gérard Hoernemann (* 17. Februar 1948 in Luxemburg) ist ein luxemburgischer Musiker niederländisch-französischer Herkunft.

## Leben
Charly Hörnemann ist ein Sohn des durch Radio-Télé Luxembourg (RTL) bekannten Sängers und Bassisten Johnny Horne und Vera Bruno, einer klassisch ausgebildeten Tänzerin.
Im Alter von sechs Jahren fing er an, Ukulele zu spielen, mit acht Jahren Gitarre und begann ein Jahr später am staatlichen Konservatorium in Luxemburg Geige (Lehrer René Eiffes), Harmonielehre und Solfeggio zu studieren. Gemeinsam mit seinem Vater spielte er zuerst Stücke von Carcassi, Tarrega und Carulli, entdeckte aber dann bald die Musik von Les Paul und Jørgen Ingmann. Gewann als 14-jähriger die Trophäe „Coupe de Radio Télé Luxembourg“ als beste Instrumentalgruppe mit der Formation „The Sharks“. Die Bandmitglieder waren damals Guy Wagner, Drums, Marc Jaeger, e-Bass, Claude Schroeder, Rhythmus-Gitarre. Mit 17 erhielt er die Stelle als Gitarrist im luxemburgischen Theaterorchester, unter der Leitung von seinem damaligen Geigenlehrer René Eiffes. 1967 gründete er mit Raymond Hilbert, Willy Pultz und Georges „Pipo“ Petro die Rock-Formation „We Feel“, die in Luxembourg Kult-Status erreichte. Mit Jerry Berkers als Ersatz für Willy Pultz (Pultz war damals frisch verheiratet) ging die Band unter dem Namen „The Rainbows“ auf eine 4-monatige Tour durch Südvietnam zur Unterhaltung der US-Truppen. Zurück in Europa (Berkers blieb in Vietnam) nahm „We Feel“ mit Hilbert-Nachfolger Lucien „Luke“ Haas die Single „Somewhere, Everywhere“/ „On The Screen“ auf. Wegen mangelnden Erfolgs löste sich die Band kurz darauf auf.
1970/71 begleitete er den Sänger und Entertainer und Multiinstrumentalisten Fausti Cima auf der Gitarre, vor allem auf Deutsche Diskotheken-Tour. Für Fausti schrieb Hörnemann die Titel „Sweet Mary-Anne“ und „Schalalaleila ich bin 'ne kleine Maus“. Danach ein Jahr bei den „Luxembourg Singers“, eine 10-köpfige „Small Big Band“ unter der Leitung von Trompeter Tony Schuster.
1973 folgten Solo-Aufnahmen im Morgan-Studio in Brüssel für das Album Milton Di Sao Paulo „Dolce“ (Produzent René Guitton, Komponist Alec Kouyoumdjian, arrangements Yvan Jullien). Im gleichen Jahr bekam Hörnemann ein Angebot von der hauptsächlich in der Schweiz agierenden Band Marshall Higgins und zog bald darauf in die Schweiz. Die Band war mit eine der erfolgreichsten Bands der 70er Jahre, Hörnemann blieb bis Ende 1977 und beschloss dann, wieder Musik zu studieren.
Es folgten zwei Jahre Ausbildung an der „Swiss Jazz School“ in Bern bei dem amerikanischen Jazzgitarristen Ira Kriss. Zur gleichen Zeit war er Mitglied der „Roland-Baker Showband“ (als Gitarrist/Sänger/Bassist) und spielte auf große Veranstaltungen u. a. in Berlin, Hamburg, München, Oslo und Mexiko-Stadt.
Seit den frühen 1980er Jahren war er als Charly Hornemann in der Münchner Studioszene aktiv. Er arbeitete vorwiegend als Studiomusiker und Gitarrist, (aber auch als Komponist, Arrangeur und Produzent) mit zahlreichen Künstlern wie Semino Rossi, Osibisa, Ralph Siegel, Hans Hammerschmidt, Eugen Cicero, The Bellamy Brothers Singles ("Neon Cowboy/"Save Your Love"/Fly Me To Eden" 1991), Wind LP "Lass die Sonne in Dein Herz" 1987, Petula Clark Singles "Cheatin’ Heart"/Time Is On My Side"/"Too Many Lonely Hearts" 1989, Ireen Sheer Single "Hab ich Dich heut Nacht verloren" 1985, MSSO Munich Symphony Sound Orchestra "Pop Goes Classic" 1991
Zu hören ist er auch in der Film- und Werbemusik, unter anderem Die Schwarzwaldklinik, Young Indiana Jones, Der Alte, Rossini der Film, Kir Royal, sowie Ein Fall für Zwei. Er dozierte im „musiccamp“ in der Akademie für Kunst und Musik in Wien und war Referent an den „sessiondays“ in Tullnerbach bei Wien. Bis 2010 unterrichtete er neben seiner Studioarbeit an der Freisinger und Waldperlacher Musikschule 3Klang e. V. und spielt zudem live in verschiedenen Bands, darunter der Jazz-Formation „Trio Grande“ mit dem Schlagzeuger Roman Seehon und der Pianistin Jane Knieper. Seit 2010 ist Hörnemann verheiratet und lebt mit seiner Frau in Australien; seit 2015 ist er australischer Staatsbürger.

## Alben und Singles
- Mit „We Feel“: Somewhere, everywhere. CBS France 1969

## CDs
- Guitaring; Charly Hörnemann, Audio-CD, 20 Ti